# ウリ・アリエル

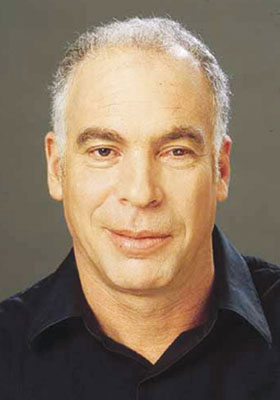
ウリ・アリエル

ウリ・イェフダー・アリエル（ヘブライ語: אורי אריאל, 1952年12月22日 - ）は、イスラエルの政治家、入植者。ユダヤ系イスラエル人。極右政党「ユダヤの家」所属。2015年から、農業・農村開発大臣を務める。
2013年から2015年まで、住宅開発担当大臣を務めた。

## 来歴
アフラで生まれる。高校卒業後、イスラエル国防軍での兵役を経て、パレスチナへの入植者となる。ちなみに、大学での教育は受けておらず、現代のイスラエルでは珍しい高卒のクネセト議員である。
1999年のクネセト総選挙で国家統一党より、政治家を目指して立候補するものの、一歩及ばず落選。しかし、2001年10月17日に国家統一党の議員レハバム・ゼエビがパレスチナ解放人民戦線所属のテロリストに暗殺されたことで、後釜としてクネセト議員となる。
以降、2013年に至るまで議員を務めている。

## 政治姿勢
他の国家統一党議員と同じく、政治姿勢は極めて右翼的である。彼は、2012年1月にイスラエル国内でナチスのシンボル（ハーケンクロイツなど）や標語（ジーク・ハイルなど）を落書きしたり、ナチスを賞賛する言動をした者に100000シェケルの罰金および6ヶ月の禁固刑に書する法案を提案した。しかし、一方でカハネ主義者・右翼のユダヤ人たちがパレスチナ人の住宅やモスク、平和団体「ピース・ナウ」の事務所などに嫌がらせの落書きをしていることについては厳しい批判をしていないどころか、落書きの犯人たちを「テロリスト」呼ばわりすることを止めるべきだと主張している。
また、住宅開発担当相に就いてからはユダヤ人の入植政策に積極的に関与している。

## 私生活
6人の子供がいる。住まいはヨルダン川西岸地区の入植地であるクファル・アドゥミームにある。